# Charles Tassin
Charles Tassin (Ibaku, 3 luglio 1946) è un ex cestista e allenatore di pallacanestro francese.

## Carriera
Con la Francia ha disputato tre edizioni dei Campionati europei (1967, 1971, 1973).